# بورقيقة
بورقيقة هي إحدى بلديات ولاية تيبازة الجزائرية. تبعد على تيبازة 16كلم . و هي محيطة با الجبال من كل الجهات